# Dietmar Hötger
Dietmar Hötger (* 8. června 1947, Hoyerswerda, Německo) je bývalý německý zápasník – judista, bronzový olympijský medailista v judu z roku 1972.

## Sportovní kariéra
V mládí se věnoval různým sportovním aktivitám. S judem se podrobně seznámil během povinné vojenské služby. Byl vynikající v boji na zemi a v postoji ho charakterizovala technika uči-mata. Připravoval se nedaleko Berlína v Hoppegartenu pod vedením Gerta Schneidera. V reprezentaci se poprvé objevil v roce 1968, kde o post reprezentační jedničky soupeřil s Rudolfem Hendelem a později Güntrem Krügerem. V roce 1972 startoval na olympijských hrách v Mnichově a po dobrém nalosování získal bronzovou olympijskou medaili, když v semifinále nestačil na Poláka Antoni Zajkovskiho. V roce 1976 startoval na olympijských hrách v Montrealu a vypadl ve druhém kole s Francouzem Patrickem Vialem. Záhy ukončil sportovní kariéru a věnoval se trenérské práci. V trenérské práci ho provázela pověst mimořádně úspěšného, ale zároveň nekompromisního trenéra, jehož tréninkové dávky řada sportovců nedokázala po zdravotní stránce dlouhodobě vydržet.

## Výsledky
| Turnaj             | 1970       | 1971       | 1972       | 1973       | 1974       | 1975       | 1976       |
| Turnaj             | 23         | 24         | 25         | 26         | 27         | 28         | 29         |
| Turnaj             | lehká váha | lehká váha | lehká váha | lehká váha | lehká váha | lehká váha | lehká váha |
| ------------------ | ---------- | ---------- | ---------- | ---------- | ---------- | ---------- | ---------- |
| Olympijské hry     |            |            | 3.         |            |            |            | úč.        |
| Mistrovství světa  |            | 3.         |            | 2.         |            | úč.        |            |
| Mistrovství Evropy | 2.         | ?          | 1.         | 1.         | —          | 3.         | 2.         |